# Чоурінгхі (роман)
«Чоурінгхі» (бенг. চৌরঙ্গী) — фантастичний роман бенгальського письменника Санкара. Вперше опублікований бенгальською мовою в 1962 році, роман став бестселером й був перекладений на низкою індійських мов та адаптований у фільм та п’єсу. Вважається найпопулярнішою книгою Санкара та класичним бенгаломовним романом. Арунава Сінья переклав роман англійською, за що отримав Crossword Book Award 2007 року (за найкращий переклад). У 2010 році роман потрапив до шорт-листа Незалежної премії іноземної художньої літератури.

## Сюжет
Санкар назвав роман «Чоурінгхі», оскільки події в ньому відбуваються у Чоурінгхі, на околицях Калькутти, в середині 1950-х років. Оповідач, Шанкар, амбітний молодий чоловік, який раніше був секретарем англійського адвоката, стає безробітним, проте адвокат раптово помирає, й молодий чоловік змушений продавати кошики з макулатурою «від дверей до дверей». Одного разу, коли той відпочивав у сусідньому парку, згадуючи про своє минуле і боячись того, що його чекає в майбутньому, Байрон, друг Шанкара, проїжджає повз й шокований спуском Шанкара в бідність. Він знаходить роботу для Шанкара в готелі Шахджахан, одному з найстаріших і найповажніших готелів міста.
Невдовзі Шанкар знайомиться з головним у готелі по ресепшину, Сатою Босе, і після короткого ознайомлення з друкарем, Шанкар стає головним помічником Боса та його довіреною людиною. Менеджер Марко Поло, якого всі бояться, також подобається йому, а на молодого Шанкара покладається все більше обов'язків. Головні події роману розгортаються навколо гостей, веселих, та постійних відвідувачів Шахджахану, але декілька членів персоналу готелю набувають однакового значення в розповіді Шанкара. Ми дізнаємось про жрстоку сторону еліти Калькутти, чия жадібність, потаємні угоди та ганебна поведінка спочатку шокують наївного молодого чоловіка, який незабаром стає для них невдалим й огидним. Бідність працюючих та безробітних калькутців яскраво зображена, оскільки ті, хто не знаходиться у верхньому ешелоні, знаходяться лише за один крок від того, щоб жити на вулиці або у напівзруйнованих трущобах. Кохання — провідна тема серед гостей та працівників, часто з трагічним фіналом.